# Соболевский, Василий Львович
Василий Львович Соболевский (1817—1881) — русский военный деятель, генерал-лейтенант (1870).

## Биография
Из дворянского рода Соболевских. Родился в семье Льва Георгиевича Соболевского. Братья генерал-лейтенанты — П. Л. Соболевский и А. Л. Соболевский.
В службу вступил в 1837 году, с производством в офицеры. В 1849 году произведён в полковники, командующий Измайловского лейб-гвардии резервного полка. С 1857 года командир Киевского гренадерского Его Величества Короля Нидерландского полка.
В 1862 году произведён в генерал-майоры, помощник начальника 3-й гренадерской дивизии. С июля 1862 года состоял для особых поручений при командующем войсками в Царстве Польском. В июне — августе 1864 года являлся командующим 8-й пехотной дивизией. С августа 1864 года исполняющий должность начальника и с 1870 года начальник местных войск Варшавского военного округа. В 1870 году произведён в генерал-лейтенанты. Был награждён всеми орденами вплоть до ордена Святого Александра Невского, пожалованного ему в 1878 году